# 四元義隆
四元 義隆（よつもと よしたか、1908年〈明治41年〉3月8日 - 2004年〈平成16年〉6月28日）は、日本の実業家、政治活動家。元三幸建設工業社長・会長。
近衛文麿、鈴木貫太郎首相秘書を務め、戦後は政界の黒幕的な存在として吉田茂（元首相）、池田勇人（元首相）、佐藤栄作（元首相）、福田赳夫（元首相）、大平正芳（元首相）、竹下登（元首相）、宮澤喜一（元首相）などの歴代総理と親しく（田中角栄を除く）、特に中曽根康弘内閣や細川護煕内閣では「陰の指南役」と噂された。
父は、日本の植民地時代の朝鮮の清津で運輸事業や鉱山事業を手掛け、淸津商工會議所會頭を10年以上も務めた日本の植民地時代の朝鮮で実業界の重鎮であった四元嘉平次。元衆議院議員で元国務大臣の荒井聰は、娘婿。孫は、立憲民主党衆議院議員の荒井優。西郷隆盛とは縁続きの家柄。

## 経歴
鹿児島県鹿児島市出身。父が元山の税関長を務めていたため元山で幼少期を過ごす。父は松原神社宮司を務める叔父・加世田徳之助に義隆を預け、鹿児島の小学校に通わせた。鹿児島県立第二鹿児島中学校（現・鹿児島県立甲南高等学校）、第七高等学校造士館（現：鹿児島大学）で学び、七高在学中に敬天会を組織して国家主義運動を始める。敬天会を組織した友人がのちに東京帝国大学、血盟団事件をともにする池袋正釟郎だった。1928年（昭和3年）第七高等学校造士館文科を卒業し、4月に東京帝国大学法科（現：東京大学法学部）入学。在学中に上杉慎吉主宰の帝大七生社の同人となる。
1930年（昭和5年）4月、安岡正篤の私塾「金鶏学院」に入ったがロンドン海軍軍縮条約の反対運動の時に四元は安岡に不満を抱いた。同郷の重松文夫と出会う。同年11月、金鶏学院の茨城旅行に際して初めて井上日召と面識を持ち、井上に引き込まれて池袋とともに東京帝国大学を中退し革命運動に身を投じる。1932年（昭和7年）に血盟団事件に参加し、牧野伸顕の暗殺を担当していたが未遂に終わり逮捕される。1934年（昭和9年）11月22日に殺人罪で懲役15年の実刑判決。1940年（昭和15年）に他の元血盟団員と共に恩赦で出所する。権藤成卿亡き後の右翼思想の最高指導者と呼ばれ、近衞文麿（元首相）や緒方竹虎（元国務大臣）のブレーンとして活動した。
1941年（昭和16年）に井上日召、三上卓、菱沼五郎らとともに「ひもろぎ塾」を設立。1944年（昭和19年）に翼賛壮年団理事。終戦の際には親衛隊を結成して鈴木貫太郎（元首相）を宮城事件から守った。
戦前に、四元は、近衛文麿（元首相）の秘書として幅広い人脈を形成した。日本陸軍三羽烏の一人と呼ばれた小畑敏四郎がいた。小畑に、玄洋社の主筆の古嶋一雄を紹介された。古嶋は、当時自民党最高顧問を務め、吉田茂の指南役を務めていた。古嶋は、四元に吉田を紹介、四元はその後、吉田の懐刀として活躍した。
戦後は公職追放となり、農場経営を経て、興銀中山素平と松永安左エ門の助言で、1955年（昭和30年）から田中清玄の経営していた赤字続きの三幸建設工業の社長となる。
のちの内閣総理大臣・中曽根康弘との関わりは、1960年（昭和35年）に偶然同じ新幹線に乗り合わせたことに始まるという。1967年（昭和42年）に四元は、中曽根を拓殖大学の総長にした。1970年（昭和45年）に四元は、中曽根を第3次佐藤内閣の防衛庁長官にした。四元は中曽根の指南役となり、中曽根は1982年（昭和57年）に内閣総理大臣に就任した。
1992年（平成4年）5月に四元は、細川護煕を支援して、日本新党を創設した。1993年（平成5年）7月の衆議院議員総選挙では、娘婿の荒井聰を始めとして、35人の国会議員を誕生させた。
1994年（平成6年）4月に細川護熙の首相の辞任2日前に、中山、平岩と四元は会い、細川に辞任を促した。
細川護熙元首相が神奈川県湯河原町に持つ「近衛山荘」の光熱費を三幸建設工業が一時期負担。
1995年（平成7年）に背任容疑で理事長らが逮捕された二信組事件の一つで、乱脈経営で破たんした旧安全信用組合の非常勤理事も務めた。
四元は、晩年、すべての総理大臣経験者に直接電話ができ、率直に意見を言える立場にあった。
2000年（平成12年）に三幸建設工業会長。2003年（平成15年）に三幸建設工業の会長を退任した。三幸建設工業は、2004年（平成16年）4月27日、異例のスピードで、会社更生手続きを申請した。
2004年（平成16年）6月28日に死去。享年96歳。

## 発言
以下は『昭和･平成 日本 黒幕列伝 時代を動かした闇の怪物たち』より
- 「ぼくは河野一郎が嫌いでね、若いころだったら叩き殺してやるよ」
- 「今の日本には、そのために生き、そのために死んでもいいというものが何もない」

## 人物
- 1985年に中曽根が靖国参拝で中華人民共和国から批判を受けたときには、訪中して間を取り持った[4]。
- 松本礼二ら「遠方から」一派の依頼を受け、新東京国際空港（現・成田国際空港）の開港に前後して成田空港問題の解決を図り、高知空港公団理事の西村明に協力させるなど[注 1]、水面下での反対派と政府の接触を取り持ったが、マスコミのリークを受けて双方が交渉の事実を否定したため成果が失われた[26][12][28][29]。
- 政界の指南役[30]。笹川良一、児玉誉士夫のライバル[31]。